# A Tragedy in Panama
A Tragedy in Panama è un cortometraggio muto del 1915.

## Produzione
Il film fu prodotto dalla Selig Polyscope Company.

## Distribuzione
Distribuito dalla General Film Company, il film - un cortometraggio in una bobina - uscì nelle sale cinematografiche statunitensi il 16 giugno 1915.